# Principe des puissances virtuelles
Le principe des puissances virtuelles ou PPV est un principe fondamental en mécanique,, qui postule un équilibre de puissance dans un mouvement virtuel, il s'agit d'une formulation duale du principe fondamental de la dynamique ou PFD. Il permet de retrouver certains principes ou théorèmes comme le principe fondamental de la dynamique et le théorème de l'énergie cinétique, et constitue la base d'une démarche de modélisation pour les milieux continus (théorie du premier gradient, théorie du second gradient). Comme la variable « temps » est contingente dans cet énoncé, on parle en statique du principe des travaux virtuels ou PTV, qui est le même principe.

## Approche vulgarisée
Le principe de base est le suivant : si un solide est à l'équilibre (statique du solide), la somme des efforts exercés sur celui-ci est nulle. Donc si l'on fait faire un déplacement fictif (virtuel) à l'objet, la somme des puissances des forces et moments est nulle (voir Rappel (1) ci-dessous).
Ce principe permet parfois des calculs plus simples, en particulier en théorie des plaques.
En pratique, l'estimation des efforts appliqués à un système se fait toujours par l'intermédiaire d'un déplacement (ou déformation) de ce système :
- on soulève légèrement une valise pour connaître son poids ;
- on presse sur le pneu du vélo, pour savoir si la pression de la chambre à air est suffisante ;
- l'oculiste déforme légèrement la cornée de l'œil pour mesurer la pression intraoculaire ;
- avant de mettre en service un pont, on le charge par plusieurs camions et on mesure les petites déformations qui doivent être compatibles avec celles calculées par les codes de calcul.

Si, idéalement, on effectue les expériences précédentes en des temps de plus en plus brefs, on passe à la limite ; on obtient la mesure des efforts par la mesure des puissances mises en œuvre, pour les vitesses ayant servi de tests (vitesses virtuelles).
Rappel (1) : un avion qui vole à vitesse constante à une altitude de croisière est soumis à une force de frottement, une force de poussée (produite par les moteurs), ainsi que deux autres forces que sont son poids et la force de portance. Toutes ces forces se compensent, donc le système est à l'équilibre et les énergies fournies par chacune de ces forces (c'est-à-dire les travaux de chacune des forces) s'annulent lorsqu'on les somme. Remarque : si l'on veut que l'avion accélère, il faut que l’énergie fournie par la force de poussée soit supérieure à l'énergie fournie par la force de frottement, qui freine l'avion. De cet exemple on peut ainsi mieux comprendre que lorsqu'un système quelconque est à l'équilibre, le fait que les forces se compensent veut aussi dire que les énergies fournies par ces forces se compensent (c'est-à-dire s'annulent lorsqu'on les somme).

### Exemple de la statique et de la dynamique d'un point matériel unique
Soit {\displaystyle M} un point matériel de masse {\displaystyle m} en équilibre par rapport à un repère galiléen {\displaystyle R}. On note {\displaystyle F} la résultante des forces extérieures. Si {\displaystyle v^{\star }} est un vecteur quelconque de l'espace {\displaystyle \mathbb {R} ^{3}}, l'équation classique de la statique du point :
{\displaystyle F=0}
est équivalente à :
{\displaystyle F\cdot v^{\star }=0,\quad \forall v^{\star }\in \mathbb {R} ^{3}}
Le produit {\displaystyle F\cdot v^{\star }} est la puissance virtuelle de la force {\displaystyle F} par rapport à {\displaystyle R}.
Si le point {\displaystyle M} est en mouvement par rapport à {\displaystyle R}, on note {\displaystyle a} l'accélération du point par rapport à ce repère.
L'équation classique de la dynamique de {\displaystyle M}
{\displaystyle F=ma}
est équivalente à :
{\displaystyle F\cdot v^{\star }=ma\cdot v^{\star },\quad \forall v^{\star }\in \mathbb {R} ^{3}}
Le produit {\displaystyle ma\cdot v^{\star }} est appelé puissance virtuelle des quantités d'accélération par rapport à {\displaystyle R}.

## Genèse du principe

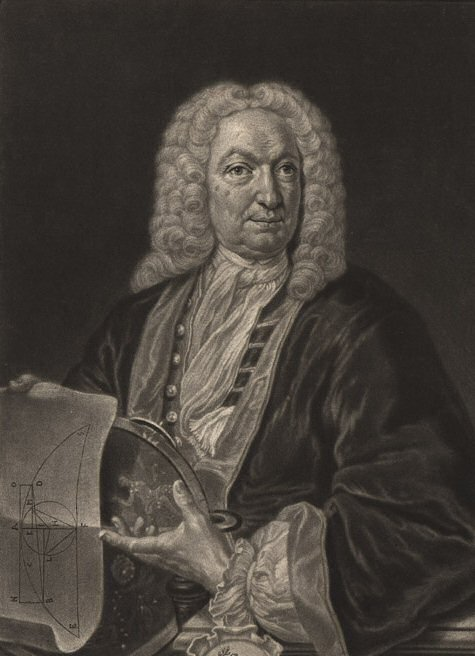
Jean Bernoulli.

L'origine de ce principe revient à Jean Bernoulli, qui énonce en 1725 le principe des vitesses virtuelles, qui consiste à considérer la perturbation de l'équilibre d'un système mécanique par un mouvement infinitésimal respectant les conditions de liaison du système, un mouvement virtuel, et d'en déduire une égalité de puissance. Ce principe a été par la suite généralisé par D'Alembert et Lagrange en ce qui est connu actuellement sous le nom de principe de D'Alembert (1743).
Le principe des puissances virtuelles est une synthèse de ces principes, ancrée dans un cadre beaucoup plus rigoureux et mathématique (on parle alors de « dualisation » et non plus de « perturbation » de l'équilibre ou du mouvement par un mouvement infinitésimal).

## Énoncé
N'est présenté ici que l'aspect le plus classique du PPV, à savoir celui où le champ cinématique est virtuel. On peut tout aussi bien développer ce principe avec un champ d'effort virtuel, mais la notion de champ d'effort admissible est plus lourde à mettre en place et moins intuitive.

### Notations et définitions

#### Système mécanique

Problème mécanique type.

Un système mécanique {\displaystyle \Omega } est défini par un domaine de l'espace que l'on décide d'étudier, sur lequel est défini une répartition de masse. Cette masse définit sur {\displaystyle \Omega } une mesure au sens des mathématiques.
Exemples de systèmes mécaniques :
1. un point matériel ;
2. un solide matériel indéformable ;
3. un système de solides matériels indéformables ;
4. un milieu continu (solide déformable ou fluide).

Exemples de systèmes mécaniques

#### Mouvement admissible d'un système mécanique
Soit {\displaystyle \Omega } un système mécanique, on appelle mouvement admissible de {\displaystyle \Omega } la donnée d'un champ de vitesse en tout point du domaine du système. L'ensemble des champs de vitesse virtuelle admissibles a une structure d'espace vectoriel topologique. Tout l'art du mécanicien est de choisir l'espace vectoriel topologique le mieux adapté au problème que l'on étudie.
- Pour un point matériel dans l'espace sans conditions particulières, les mouvements admissibles sont les translations de l'espace.
- Pour un point matériel se déplaçant sans frottement sur une courbe donnée, les mouvements admissibles seront :
  - soit les mouvements de ce point restant sur la courbe si on ne veut pas connaître les efforts de réaction ;
  - soit les mouvements généraux dans l'espace si on veut étudier la réaction du support.
- Pour un solide indéformable, les mouvements admissibles sont :
  - soit des translations et des rotations (lorsqu'on ne veut pas étudier les efforts à l'intérieur du solide) ;
  - soit des mouvements qui divisent le solide en deux ou plusieurs parties solides, si on veut connaître les efforts d'une partie donnée du solide sur les autres.
- Pour un milieu continu, on a a priori n'importe quel champ de vitesse continu (voire discontinu si l'on veut pouvoir étudier la rupture).

Remarque : de manière heuristique, on peut dire que plus l'espace vectoriel des champs de vitesses virtuelles que l'on aura choisi, sera « riche », plus les équations du problème que l'on étudie, seront complexes à résoudre, mais en contrepartie les informations recueillies à la fin du calcul seront d'autant plus « intéressantes ».

#### Mouvement rigidifiant d'un système mécanique

Mouvements rigidifiants d'un solide dans le plan.

Un mouvement rigidifiant d'un système (solide ou non) {\displaystyle \Omega } est un mouvement conférant au système un mouvement de corps rigide.
Si l'on considère un système dans l'espace et que {\displaystyle O} est l'origine d'un repère spatial, alors tout mouvement rigidifiant {\displaystyle v^{\star }} peut s'écrire :
{\displaystyle \left\{{\begin{matrix}\forall M_{i}\in \Omega \\v^{\star }(M_{i})=v_{0}^{\star }+\Omega _{0}^{\star }\wedge OM_{i}\\\end{matrix}}\right.}
où {\displaystyle v_{0}^{\star }} et  {\displaystyle \Omega _{0}^{\star }} sont des vecteurs uniformes

#### Puissance accélératrice
La puissance accélératrice d'un système {\displaystyle \Omega } est la puissance développée par les quantités d'accélération dans le champ de mouvement.
Pour un point matériel de masse {\displaystyle m} dans le champ de vitesse {\displaystyle \ v} on obtient :
{\displaystyle {\mathcal {P}}_{a}=m\cdot a\cdot v}
Pour un système de {\displaystyle N} points matériels de masses {\displaystyle m_{i}} on obtient dans le champ {\displaystyle v_{i}} :
{\displaystyle {\mathcal {P}}_{a}=\sum _{i=1}^{N}m_{i}\cdot a_{i}\cdot v_{i}}
Dans le cas d'un milieu continu (solides, fluides, etc.) de masse volumique {\displaystyle \rho (M)} dans un champ {\displaystyle v(M)} :
{\displaystyle {\mathcal {P}}_{a}=\int _{\Omega }\rho (M)\cdot a(M)\cdot v(M)d\Omega }

#### Puissance des efforts extérieurs
La puissance extérieure ou puissance des efforts extérieurs est la puissance développée par les efforts extérieurs dans le champ de vitesse.
Pour un point matériel soumis à la force {\displaystyle F} dans le champ de vitesse {\displaystyle v} elle s'exprime par :
{\displaystyle {\mathcal {P}}_{e}=F\cdot v}
Pour un système de {\displaystyle N} points {\displaystyle P_{i}} soumis aux forces {\displaystyle F_{i}} dans le champ {\displaystyle v_{i}} :
{\displaystyle {\mathcal {P}}_{e}=\sum _{i=1}^{N}F_{i}\cdot v_{i}}
Pour un milieu continu {\displaystyle \Omega } de frontière {\displaystyle \partial \Omega } soumis aux efforts volumiques {\displaystyle f(M)} et aux efforts surfaciques {\displaystyle F(M)} dans le champ {\displaystyle v(M)} :
{\displaystyle {\mathcal {P}}_{e}=\int _{\Omega }f(M)\cdot v(M)d\Omega \;+\int _{\partial \Omega }F(M)\cdot v(M)dS}

#### Puissance des efforts intérieurs
La puissance des efforts intérieurs est la puissance développée par les efforts intérieurs (ou internes) au système considéré. Ce sont le plus souvent des efforts de contact (systèmes de points matériels ou de solides, milieux granulaires) ou des efforts de cohésion (milieux continus).
L'axiomatique énoncée ci-après indique que cette puissance est toujours nulle lorsque le mouvement est rigidifiant. Pour un système de points matériels ou de solides, elle peut s'exprimer de manière similaire à la puissance extérieure (en considérant les actions sur chacun des points/solides par les autres).
Pour un milieu continu, son expression dépend de la modélisation adoptée et peut être déduite du PPV et de quelques hypothèses de modélisation.

### Énoncé
Soit {\displaystyle \ R} un référentiel galiléen. Les vitesses, accélérations et puissances sont prises par rapport à ce repère.
- Soit {\displaystyle \Omega } un système, soit {\displaystyle \varepsilon } un espace, dit espace des mouvements virtuels, qui contient l'ensemble des mouvements admissibles par {\displaystyle \Omega } et {\displaystyle \varepsilon _{R}} l'espace des mouvements virtuels rigidifiants. On note respectivement {\displaystyle {\mathcal {P}}_{a},{\mathcal {P}}_{e}} et {\displaystyle {\mathcal {P}}_{i}} la puissance accélératrice, la puissance des efforts extérieurs à {\displaystyle \Omega } et la puissance des efforts intérieurs.

Pour un système mécanique : 
- 1°) dans un référentiel galiléen, pour tout mouvement virtuel admissible, la puissance virtuelle d’accélération est égale à la somme des puissances virtuelles des efforts extérieurs et des efforts intérieurs ;
- 2°) pour tout mouvement virtuel rigidifiant, la puissance virtuelle des efforts intérieurs est nulle.

{\displaystyle \left\{{\begin{matrix}\forall v^{\star }\in \varepsilon ,\\{\mathcal {P}}_{a}(v^{\star })={\mathcal {P}}_{e}(v^{\star })+{\mathcal {P}}_{i}(v^{\star })\\\forall v_{R}^{\star }\in \varepsilon _{R},\\{\mathcal {P}}_{i}(v_{R}^{\star })=0\end{matrix}}\right.}

## Principe des puissances virtuelles et théorèmes fondamentaux de la mécanique
Le principe des puissances virtuelles (PPV) permet de retrouver entre autres le principe fondamental de la dynamique et le théorème de l'énergie cinétique.

### Principe fondamental de la dynamique
Si l'on applique le PPV à un système matériel quelconque soumis aux efforts volumiques {\displaystyle f} et surfaciques {\displaystyle F} en choisissant un champ rigidifiant {\displaystyle v_{R}^{\star }=v_{0}^{\star }+\Omega _{0}^{\star }\wedge OM} on obtient :
{\displaystyle \int _{\Omega }[(f\cdot v_{0}^{\star })+(OM\wedge f)\cdot \Omega _{0}^{\star }]d\Omega \;+\int _{\partial \Omega }[F\cdot v_{0}^{\star }+\Omega _{0}^{\star }\cdot (OM\wedge F)]dS=\int _{\Omega }\rho \left[\gamma \cdot (v_{0}^{\star }+OM\wedge \Omega _{0}^{\star })\right]d\Omega }
Ce qui traduit le fait que la réduction du torseur des actions extérieures en {\displaystyle O} — point fixe — est égale à la dérivée de la réduction du torseur cinétique au même point :
{\displaystyle \forall \left\{{\begin{matrix}{\mathcal {C^{\star }}}\end{matrix}}\right\},\;\left(\left\{{\begin{matrix}{\mathcal {F}}\end{matrix}}\right\}-\left\{{\begin{matrix}{\mathcal {A}}\end{matrix}}\right\}\right)\otimes \left\{{\begin{matrix}{\mathcal {C^{\star }}}\end{matrix}}\right\}=0}
Où {\displaystyle \left\{{\begin{matrix}{\mathcal {F}}\end{matrix}}\right\}} est le torseur des efforts extérieurs,
{\displaystyle \left\{{\begin{matrix}{\mathcal {A}}\end{matrix}}\right\}} est le torseur dynamique
et {\displaystyle \left\{{\begin{matrix}{\mathcal {C^{\star }}}\end{matrix}}\right\}} est le torseur cinématique d'un champ rigidifiant.

### Théorème de l'énergie cinétique
Pour retrouver le théorème de l'énergie cinétique (notée {\displaystyle T} ici), il suffit de choisir comme mouvement virtuel le mouvement réel, on obtient alors immédiatement :
{\displaystyle {\frac {dT}{dt}}={\mathcal {P}}_{e}+{\mathcal {P}}_{i}}

### Théorème de l'action et de la réaction
Note : dans le cadre de l'axiomatique des puissances virtuelles, ce qu'on appelle souvent « principe de l'action et de la réaction », peut se démontrer, et devient donc un théorème.
Soit {\displaystyle \Omega } un système quelconque formé de deux parties {\displaystyle \Omega _{1}} et {\displaystyle \Omega _{2}}. On appelle {\displaystyle R_{1}} et {\displaystyle R_{2}} respectivement la résultante des efforts de {\displaystyle \Omega _{1}} sur {\displaystyle \Omega _{2}} et de {\displaystyle \Omega _{2}} sur {\displaystyle \Omega _{1}}. Choisissons un mouvement virtuel quelconque de translation du système complet défini par le champ de vitesse virtuelle {\displaystyle v^{\star }}. Ce mouvement virtuel est rigidifiant. En vertu de l'axiomatique, les efforts intérieurs à {\displaystyle \Omega } ont une puissance nulle :
{\displaystyle \forall v^{\star },{\mathcal {P}}_{i}=(R_{1}+R_{2})\cdot v^{\star }=0}
d'où 
La résultante des actions de {\displaystyle \Omega _{1}} sur {\displaystyle \Omega _{2}}  est l'opposée de celles de {\displaystyle \Omega _{2}} sur {\displaystyle \Omega _{1}}.
Une démonstration analogue, en choisissant un mouvement virtuel de rotation de {\displaystyle \Omega }, montrerait que les moments des actions réciproques de {\displaystyle \Omega _{1}} et {\displaystyle \Omega _{2}} sont aussi opposés.

## Utilisation du PPV
- Statique : calcul des forces internes dans les ossatures isostatiques.
- Résolution de problèmes hyperstatiques.
- Traitement des problèmes de stabilité de forme.
- Calculs en régime dynamique.
- Calcul élasto-plastique des ossatures métalliques.
- Point de départ du calcul par éléments finis
- etc.

### Le PPV: une démarche de modélisation
Le PPV constitue une démarche de modélisation : en effet, il comporte deux « volets », l'un traduisant un équilibre de puissance, l'autre une nullité dans un type de mouvement. Parmi les trois types de puissances, il en existe deux dont les expressions sont relativement simples (même si elles font en réalité déjà intervenir des hypothèses et font donc déjà partie d'une modélisation) et une, celle des efforts intérieurs, qui pose un réel problème dès que l'on sort du cadre des systèmes de points matériels ou des solides indéformables.
Pour pouvoir appliquer le PPV, il faut donc proposer une écriture pour la puissance des efforts intérieurs. Pour ce faire, il existe principalement deux démarches. La première consiste à changer d'échelle, à considérer un volume élémentaire de matière et à en déduire une expression des efforts intérieurs et donc de leur puissance. Une autre démarche est présentée ici, qui permet d'aboutir à la théorie du premier gradient et aux théories de gradients d'ordres plus élevés.

#### Exemples de modélisation des milieux continus

##### Théorie du gradient d'ordre zéro
1. On suppose qu'il existe une densité volumique (ou massique) de puissance des efforts intérieurs, {\displaystyle p_{i}} telle que {\displaystyle {\mathcal {P}}_{i}=\int _{\Omega }p_{i}d\Omega }
2. On suppose que cette densité volumique peut s'écrire {\displaystyle p_{i}=A\cdot v^{\star }} où {\displaystyle A} est un champ de vecteur.

L'hypothèse 2. revient à représenter les efforts intérieurs par un champ de vecteur.
Soit le champ rigidifiant {\displaystyle v_{0}^{\star }+\Omega _{0}^{\star }\wedge OM}, d'après le PPV on a donc :
{\displaystyle v_{0}^{\star }\cdot \int _{\Omega '}Ad\Omega '+\Omega _{0}^{\star }\cdot \int _{\Omega '}OM\wedge Ad\Omega '=0,\forall \Omega '\subset \Omega }
Ce qui conduit à {\displaystyle A=0}
On vient de montrer que si l'on représente les efforts intérieurs par un champ de vecteur, ce champ est nécessairement nul.

##### Théorie des gradients
On peut remplacer l'hypothèse 2. par l'hypothèse suivante :
2'. la densité volumique de puissance des efforts intérieurs est une forme linéaire de {\displaystyle v^{\star }} faisant intervenir {\displaystyle v^{\star }} et ses gradients successifs.
Si l'on choisit de s'arrêter au premier gradient, on obtient la théorie du premier gradient, qui est la modélisation la plus courante pour un milieu continu, on peut alors montrer que les efforts intérieurs sont représentés par un tenseur d'ordre 2, {\displaystyle \mathbb {\sigma } }, qui est symétrique et vérifie {\displaystyle \mathbb {\sigma } \cdot n=F} où {\displaystyle n} est le vecteur normal sortant à la frontière de {\displaystyle \Omega } et F l'effort surfacique appliqué sur cette frontière.
On peut prendre des gradients d'ordres plus élevés, ce qui conduit à des modèles plus complexes mais permettant de rendre compte d'effets plus subtils. Ainsi, avec le premier gradient, on ne peut pas couper une motte de beurre, et il faut monter au troisième gradient pour pouvoir la perforer, tandis que le second gradient permet déjà de la découper avec le fil à beurre..